# Francisco Alves (Paraná)
Francisco Alves ist ein brasilianisches Munizip im Westen des Bundesstaats Paraná. Es hat 8.116 Einwohner (2022), die sich Alvenser nennen. Seine Fläche beträgt 322 km². Es liegt 340 Meter über dem Meeresspiegel.

## Etymologie
Der Name wurde zu Ehren von Francisco Alves (1898–1952) gewählt. Als Sänger war er auch als Chico Alves oder Chico Viola bekannt. Daher rührt der Städtespitzname Chico Viola und die Gitarre im Wappen des Munizips.

## Geschichte

### Besiedlung
Die Besiedlung des Gebiets begann in den 1950er Jahren, als die Pioniere ankamen. Die ersten landwirtschaftlichen Betriebe basierten auf dem Kaffeeanbau. Nach dem Kaffeezyklus wurde die Fläche für die extensive Viehzucht genutzt.
In jüngster Zeit ist auf der Suche nach neuen Alternativen für die sozioökonomische Entwicklung die Rückkehr des Kaffeeanbaus mit neuen Bewirtschaftungsmethoden zu beobachten. Dazu gehören die Verdichtung des Kaffees und die Mechanisierung mit den temporären Kulturen von Soja, Mais, Baumwolle und Weizen. Hinzu kommt die Aufzucht von Geflügel in einem integrierten System mit den Schlachthöfen.

### Erhebung zum Munizip
Francisco Alves wurde durch das Staatsgesetz Nr. 6.314 vom 24. August 1972 aus Iporã ausgegliedert und in den Rang eines Munizips erhoben. Es wurde am 1. Februar 1977 als Munizip installiert.

## Geografie

### Fläche und Lage
Francisco Alves liegt auf dem Terceiro Planalto Paranaense (der Dritten oder Guarapuava-Hochebene von Paraná). Seine Fläche beträgt 322 km². Es liegt auf einer Höhe von 340 Metern.

### Vegetation
Das Biom von Francisco Alves ist Mata Atlântica.

### Klima
Das Klima ist tropisch. Es werden hohe Niederschlagsmengen verzeichnet (1606 mm pro Jahr). Im Jahresdurchschnitt liegt die Temperatur bei 22,9 °C. Die Klimaklassifikation nach Köppen und Geiger lautet Af.

### Gewässer
Francisco Alves liegt im Einzugsgebiet des Rio Piquiri. Dieser begrenzt das Munizipgebiet im Süden und im Westen. Der Rio Xambré fließt von Ost nach West entlang der nördlichen Grenze. Im Osten des Stadtgebiets entspringt der Córrego Pé de Moleque, der das Munizipgebiet in südwestlicher Richtung bis zu seiner Mündung in den Rio Piquiri durchfließt.

### Straßen
Francisco Alves liegt an der BR-272 zwischen Guaíra im Westen und Umuarama im Nordosten. Über die PR-182 kommt man im Süden nach Palotina.

### Nachbarmunizipien
|            |                                             |       |
| Terra Roxa | Kompassrose, die auf Nachbargemeinden zeigt | Iporã |
|            | Palotina                                    |       |

## Stadtverwaltung
Bürgermeister: Valter Cesar Rosa, PSDB (2021–2024)
Vizebürgermeister: Benedito Manoel Vicente, PSDB (2021–2024)

## Demografie

### Bevölkerungsentwicklung
| Jahr | Einwohner | Stadt | Land |
| ---- | --------- | ----- | ---- |
| 1980 | 14.715    | 31 %  | 69 % |
| 1991 | 9.205     | 47 %  | 53 % |
| 2000 | 6.956     | 59 %  | 41 % |
| 2010 | 6.418     | 66 %  | 34 % |
| 2022 | 8.116     |       |      |

Quelle: IBGE, bis 2010: Volkszählungen und Volkszählung 2022

### Ethnische Zusammensetzung
| Gruppe * | 1991    | 2000    | 2010    | wer sich als …                                                                   |
| --- | ------- | ------- | ------- | -------------------------------------------------------------------------------- |
| Weiße | 60,9 %  | 53,4 %  | 52,1 %  | weiß bezeichnet                                                                  |
| Schwarze | 3,2 %   | 4,5 %   | 3,3 %   | schwarz bezeichnet                                                               |
| Gelbe | 0,2 %   | 0,2 %   | 0,7 %   | von fernöstlicher Herkunft wie japanisch, chinesisch, koreanisch etc. bezeichnet |
| Braune | 35,6 %  | 41,6 %  | 43,9 %  | braun oder als Mischung aus mehreren Gruppen bezeichnet                          |
| Indigene | 0,0 %   | 0,0 %   | 0,0 %   | Ureinwohner oder Indio bezeichnet                                                |
| ohne Angabe | 0,0 %   | 0,2 %   | 0,0 %   |                                                                                  |
| Gesamt | 100,0 % | 100,0 % | 100,0 % |                                                                                  |
| *) Das IBGE verwendet für Volkszählungen ausschließlich diese fünf Gruppen. Es verzichtet bewusst auf Erläuterungen. Die Zugehörigkeit wird vom Einwohner selbst festgelegt. |         |         |         |                                                                                  |

Quelle: IBGE (Stand: 1991, 2000 und 2010)